# Ashley-Buch der Knoten

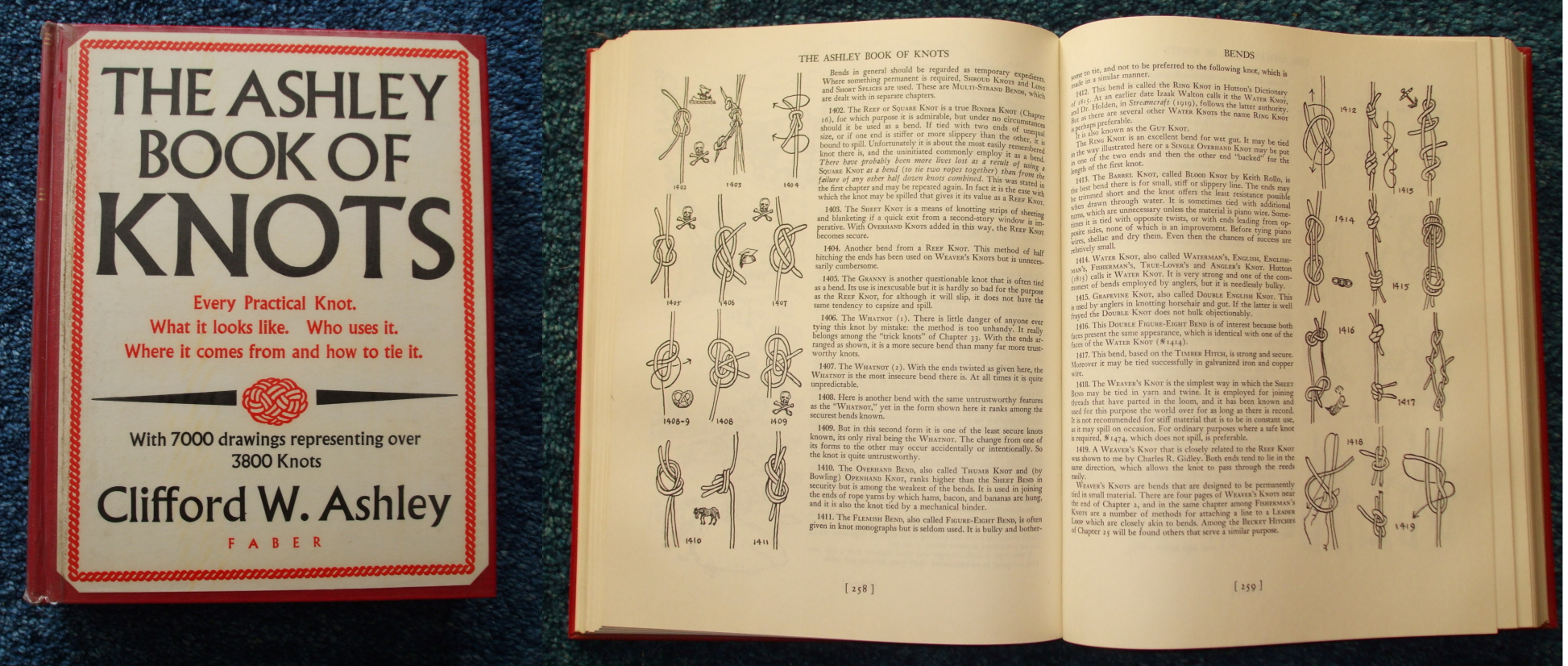
Eine englische Ausgabe des ABoK. Gut zu erkennen ist die typische Seitenaufteilung und die hohe Anzahl von Knoten pro Doppelseite.

Das Ashley-Buch der Knoten ist eine Enzyklopädie zu den Themen Knoten und Knotenkunde und zu diesen Themen das Standard- und Referenzwerk. Es wurde 1944 vom Künstler und Seemann Clifford Ashley fertiggestellt. Er hatte elf Jahre daran gearbeitet.

## Inhalt
Das Ashley-Buch der Knoten ist über 600 Seiten stark und enthält 3854 Einträge mit mehr als 7000 Zeichnungen, die über 2000 verschiedene Knoten darstellen. Zu jedem Knoten wird gezeigt, wie er aussieht, wozu er gebraucht wird und wie er gemacht wird. Neben Anleitung und Verwendung wird zu manchen Knoten die Geschichte und deren geschichtliche Erwähnung aufgeführt.
Durch gelegentlich eingefügte Symbole werden die Bedeutung oder Vor- und Nachteile eines Knotens betont – zum Beispiel markiert ein Stern den besten Knoten für den Zweck, ein Totenkopf warnt vor gefährlicher Verwendung. Diese Symbole sind aber stets vor dem Hintergrund zu betrachten, dass zur Zeit der Niederschrift des Buches ausschließlich Tauwerk aus Naturfasern verwendet wurde. Modernes Material aus Kunststoffen hat in der Regel ein anderes Verhalten sowohl beim Binden als auch innerhalb eines Knotens (bei Belastung). Ein bestimmter Knoten kann in einem Hanfseil „sicher“ sein, in einem Kunstfaserseil kann aber der gleiche Knoten lebensgefährlich sein.
Das Ashley-Buch der Knoten zählt Knoten zu verschiedenen Berufen und Tätigkeiten auf, die meisten Knoten kommen im Buch wie im realen Leben aus der früheren Berufsschifffahrt auf Segelschiffen.
Auch wenn viele Knoten durch moderne Verbindungstechniken an Bedeutung verloren haben, ist durch die ausführliche Darstellung des Themas das Ashley-Buch der Knoten auch heute noch eines der wichtigsten Bücher über Knoten. Die deutsche Ausgabe wurde von Gerhard Meyer-Uhl übersetzt und 1977 veröffentlicht.

## Tauglichkeit als Nomenklatur-Referenz
Ashley hatte nicht die Absicht, eine Nomenklatur zu liefern, und sein Buch eignet sich daher auch nur bedingt als Grundlage dafür. Im Sinne von Ashley ist Wissen über den Herstellungsprozess eines vorhandenen Knotens notwendig, um den richtigen Namen nennen zu können. Dies begründet er in seinem Vorwort ausführlich. Dadurch wird es allerdings unmöglich, einen Knoten eindeutig zu benennen, dessen Vorgeschichte man nicht kennt.
Obwohl Ashley die umfangreichste Sammlung zusammengetragen und jede Zeichnung nummeriert hat, eignet sich das Buch nicht als Referenz für Knotennamen. Viele Knoten haben verschiedene Anwendungen, für die sie jeweils unterschiedlich benannt werden. Entsprechend sind diese Knoten auch mehrfach unter verschiedenen Nummern abgebildet. Auch sind viele Namen mehrfach vorhanden, zeigen aber einen anderen Knoten. In der deutschen Ausgabe kommt hinzu, dass Übersetzungen der Knotennamen ebenfalls nicht einheitlich sind. Das führt zu einer entsprechenden Begriffsverwirrung, sowohl im Buch der Knoten, als auch in der Folgeliteratur und in der Anwendung bei verschiedenen Interessengruppen.

## Verwendung als numerische Referenz
Durch die Nummerierung jedes Knotens wurde ein System zur numerischen Referenzierung von Knoten ermöglicht, das bis heute an Bedeutung nicht verloren hat. Die Ashley-Nummern werden auch in der Wikipedia verwendet. Die Angabe erfolgt meist in der Form „Ashley #1234“ oder „ABoK #1234“, teilweise auch nur unter Angabe der Nummer. Da Ashley gleiche Knoten je nach Anwendungsfall auch mehrfach auflistet, kann derselbe Knoten mehrere ABoK-Nummern haben, siehe beispielsweise Webeleinenstek.

## Ausgaben
- Clifford W. Ashley: The Ashley Book of Knots. Doubleday, New York 1944, ISBN 0-385-04025-3 (englische Originalausgabe).
  - Reprint: Doubleday, New York 1960, with amendments by Geoffrey Budworth[1] 1993, ISBN 0-571-09659-X (Digitalisat).
- Clifford W. Ashley: Das Ashley-Buch der Knoten. Über 3800 Knoten. Wie sie aussehen. Wozu sie gebraucht werden. Wie sie gemacht werden. Übersetzung Gerhard Meyer-Uhl, Edition Maritim, Hamburg 1982, ISBN 978-3-922117-37-7. (Seitdem mehrere unveränderte Neuauflagen.)

## Vergleichbare Werke
- Raoul Graumont; John Hensel: Encyclopedia of Knots and Fancy Rope Work. 4. Auflage. Cornell Maritime Press, Cambridge (Maryland) 1977, ISBN 0-87033-021-7 (enthält mehr als 3668 Knoten mit Schwarzweiß-Fotos).
- Geoffrey Budworth: The ultimate encyclopedia of knots & ropework. Hermes House, London 2006, ISBN 1-84309-146-1 (enthält über 200 Knüpftechniken mit farbigen „Schritt für Schritt – Fotografien“).

## Trivia
In ihrem Buch Schiffsmeldungen – „Shipping News“ leitet die Autorin Annie Proulx bestimmte Kapitel mit Abbildungen von Knoten und einem kurzen Begleittext aus diesem Buch ein. (btb Verlag, 2007, ISBN 3-442-73611-0)